# Rathaus (Weiler-Simmerberg)

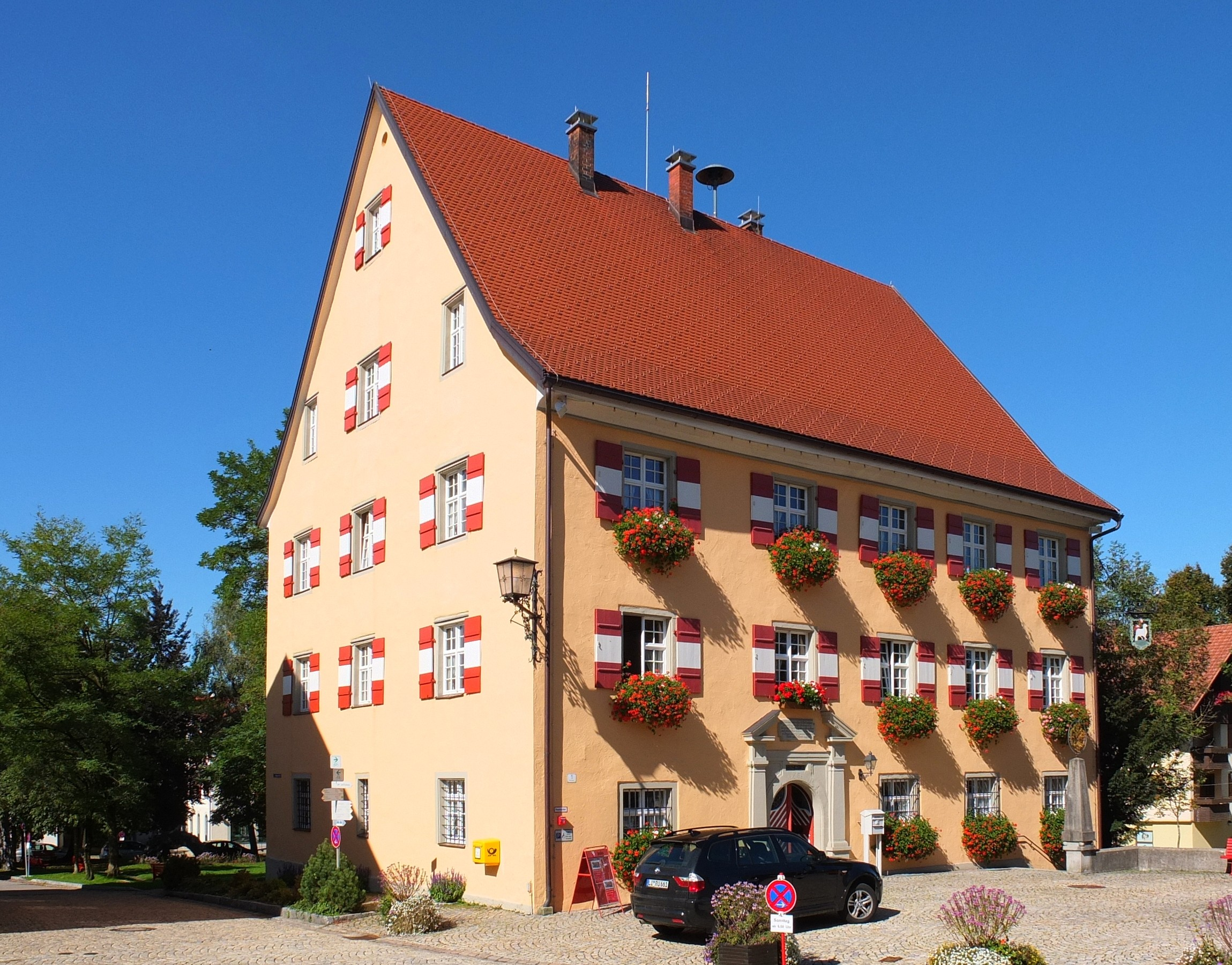
Rathaus Weiler-Simmerberg

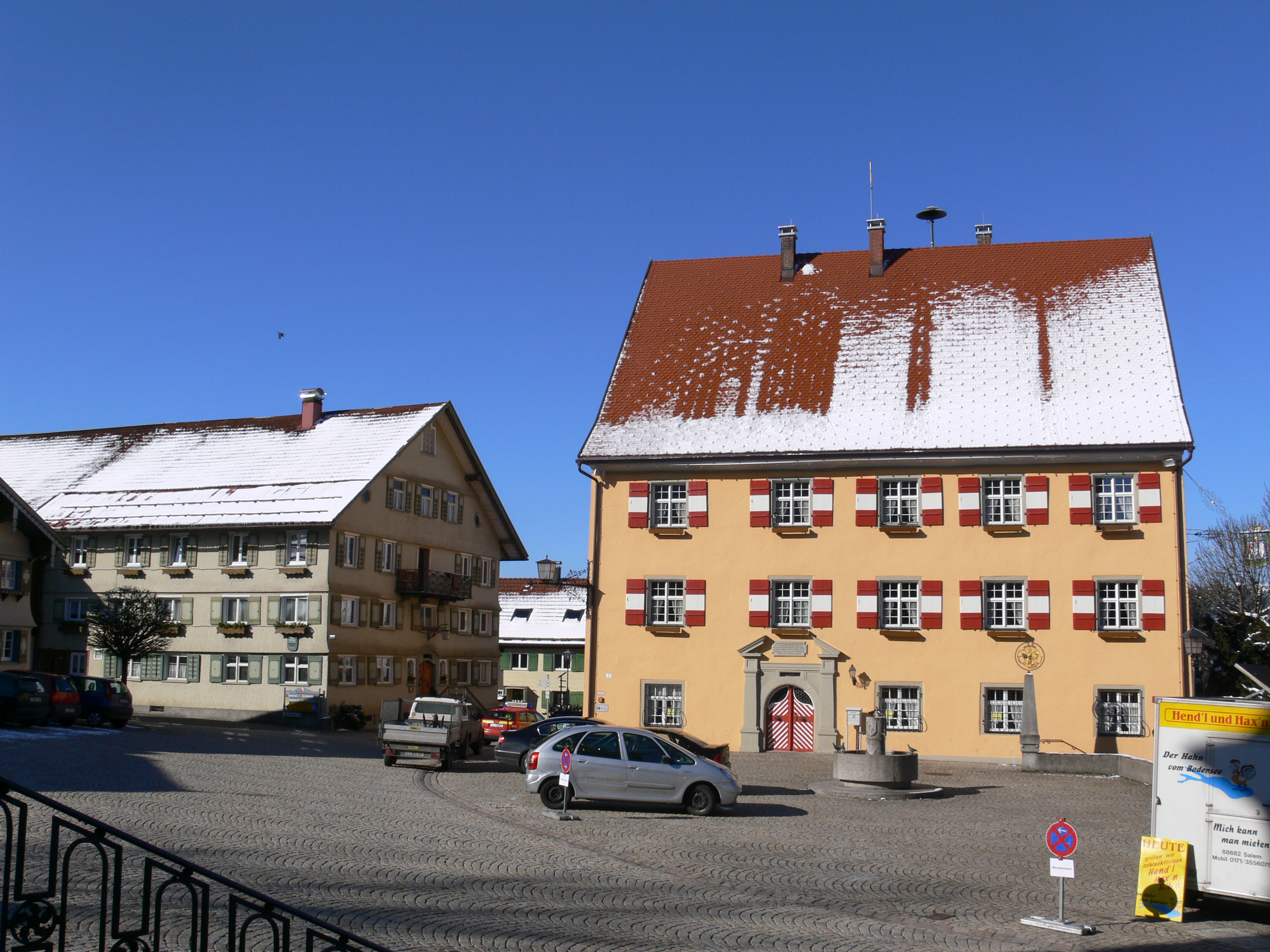
Rathaus am Kirchplatz

Das Rathaus des Markts Weiler-Simmerberg, einer Gemeinde im bayerisch-schwäbischen Landkreis Lindau (Bodensee), wurde im Jahr 1681 errichtet. Das Rathaus am Kirchplatz 1 in Weiler im Allgäu ist ein geschütztes Baudenkmal und zählt zudem zum geschützten Ensemble des Kirchplatz in Weiler.

## Geschichte
Das Gebäude wurde 1681 durch den Amtmann Christostomus Eggs von Rheinfelden als Amtshaus des vorarlbergischen Gerichts Altenburg erbaut. Ab 1754 diente es als k. u. k. Gerichtstaferne (Familie Berkmann). Nach Versteigerung im Jahr 1762 gelangte das Gebäude in Privatbesitz des Kaufmanns Antony Grüßer und wurde später zur Gaststätte zum Lamm mit Tanzlokal. Ab 1824 gehörte das Gebäude durch Heirat der Familie Wagus, die die Gaststätte um eine Landwirtschaft erweiterte. Die Stallungen standen hinter dem Gebäude im heutigen Rathauspark. Nachdem die Wirtsleute 1915 starben, wurde das Gebäude von deren Nachfahren zum Verkauf angeboten. Am 20. März 1922 beschloss der Gemeinderat um Bürgermeister Fridolin Holzer den Kauf des Anwesens, um das Rathaus hierher zu verlegen. Diese Entscheidung war nicht unumstritten, da erst zwei Jahre zuvor das Rathaus in der ehemaligen Brauerei und Gastwirtschaft Zum Hirschen, heute Hauptstraße 14, bezogen wurde. Es folgte der Abriss der Stallungen und Umbau des Gebäudes. Seit dem 1. April 1923 wird das Gebäude als Rathaus genutzt. Noch heute erinnert ein Wirtshausschild am Gebäude an die frühere Nutzung.

## Baudenkmal
Das Bayerisches Landesamt für Denkmalpflege führt das Gebäude als Baudenkmal unter der Aktennummer D-7-76-129-18 und beschreibt es als ehemaliges Amtshaus, dann Gasthaus zum Lamm, seit 1922 Rathaus, dreigeschossig, mit hohem Satteldach, bez. 1681; Wirtshausausleger. Es gehört auch zum Ensemble Kirchplatz in Weiler mit der Aktennummer E-7-76-129-1.